# カイライ県
カイライ県（カイライけん、ベトナム語：Huyện Cai Lậy / 縣該禮?）は、ベトナム社会主義共和国ティエンザン省の県。面積は295.99km²、人口は242,757人（2018年）である。

## 行政区画
16社から構成される。